# Дачна (зупинний пункт, Херсонська дирекція Одеської залізниці)
Да́чна — закритий пасажирський залізничний зупинний пункт Херсонської дирекції Одеської залізниці.
Розташований біля села Калинівка Вітовського району Миколаївської області на лінії Миколаїв — Долинська між станціями Горохівка (11 км) та Грейгове (7 км).